# Andrej Klimawez
Andrej Klimawez (belarussisch Андрэй Клімавец; * 24. September 2001 in Homel) ist ein belarussischer Handballspieler.

## Karriere
Klimawez lief am Anfang seiner Karriere für den HC Homel auf. Mit dem Verein aus seiner Geburtsstadt nahm er in der Saison 2017/18 an der ersten Runde des EHF Challenge Cup teil. Später lief der Rückraumspieler für HK Motor Saporischschja auf ehe er zu HC CSKA wechselte. Mit CSKA nahem Klimawez 2020/21 an der EHF European League teil und erreichte dabei das Achtelfinale. 2021/22 wurde der Rechtshänder von Medwedi Tschechow verpflichtet und lief wieder in der EHF European League auf. 2022/23 folgte eine Saison bei Zenit St. Petersburg ehe Klimawez 2023/24 für RK Borac Banja Luka auflief. 2024/25 wurde er vom HC Linz AG für die Handball Liga Austria verpflichtet. In der Hauptrunde seiner ersten Saison in Österreich konnte er mit 184 Toren aus 22 Spielen die meisten Tore erzielen.